# Sandalj
Sandalj (Servisch cyrillisch Сандаљ) is een plaats in de Servische gemeente Valjevo. De plaats telt 155 inwoners (2002).

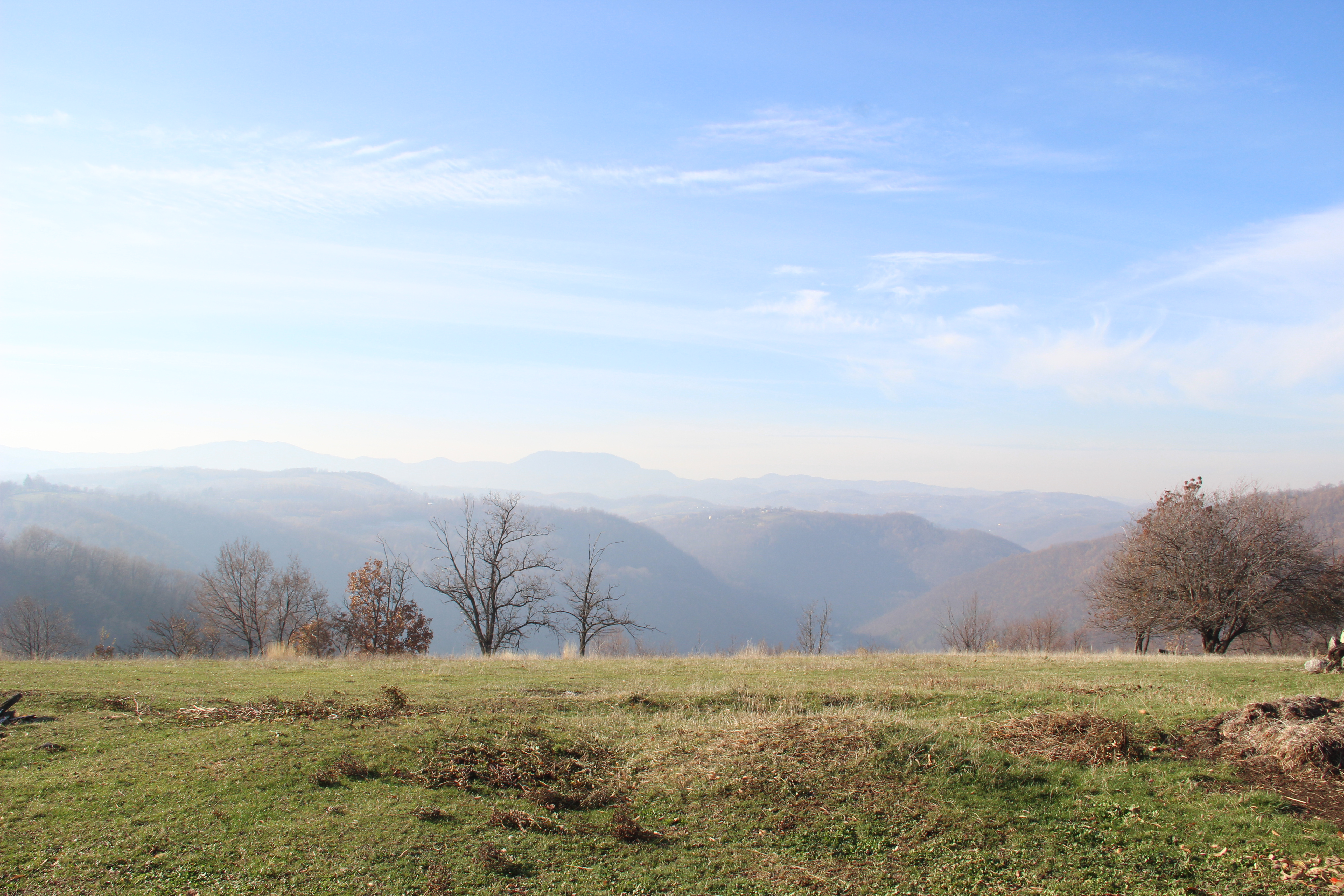
Sandalj - panorama
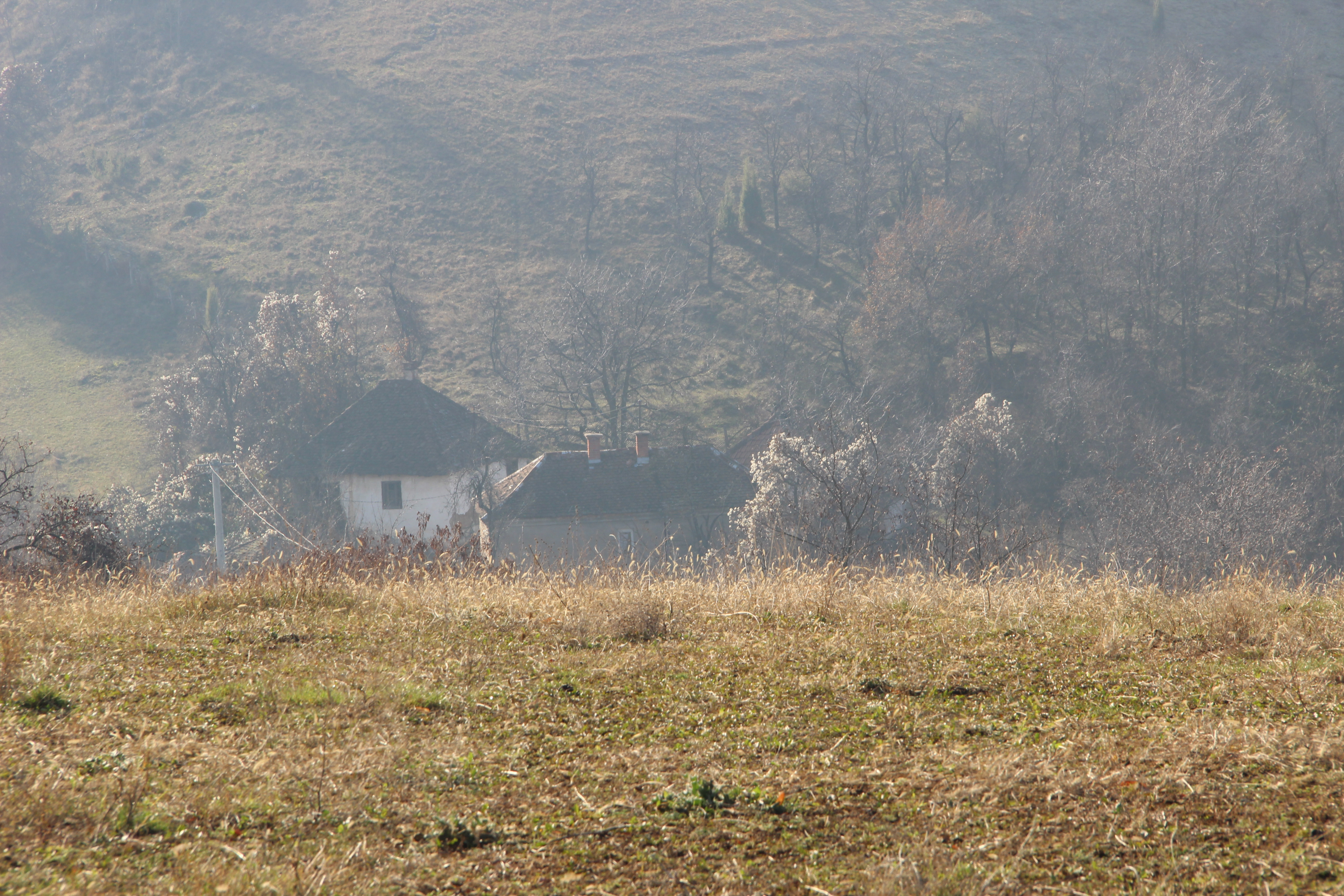
Sandalj - panorama
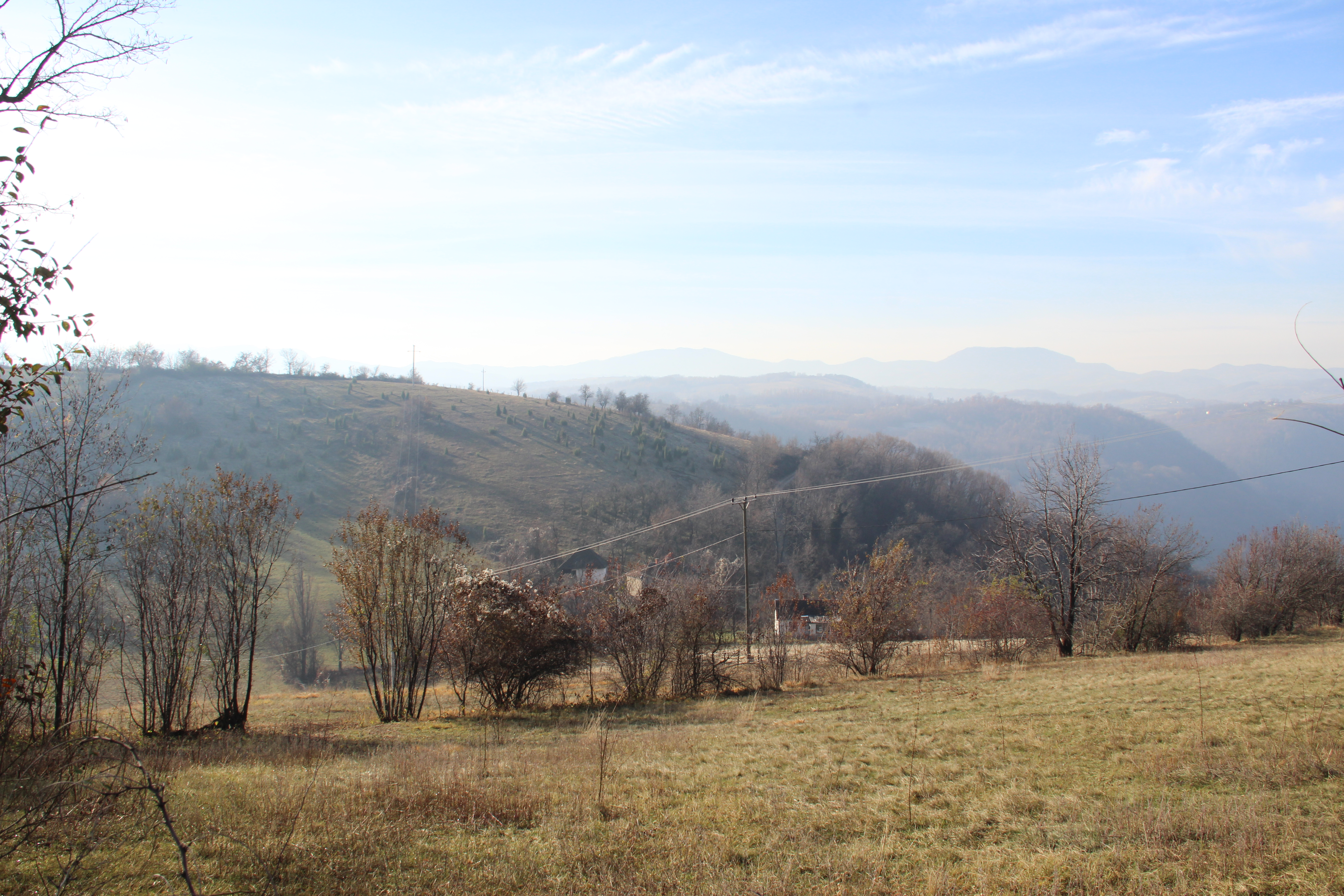
Sandalj - panorama
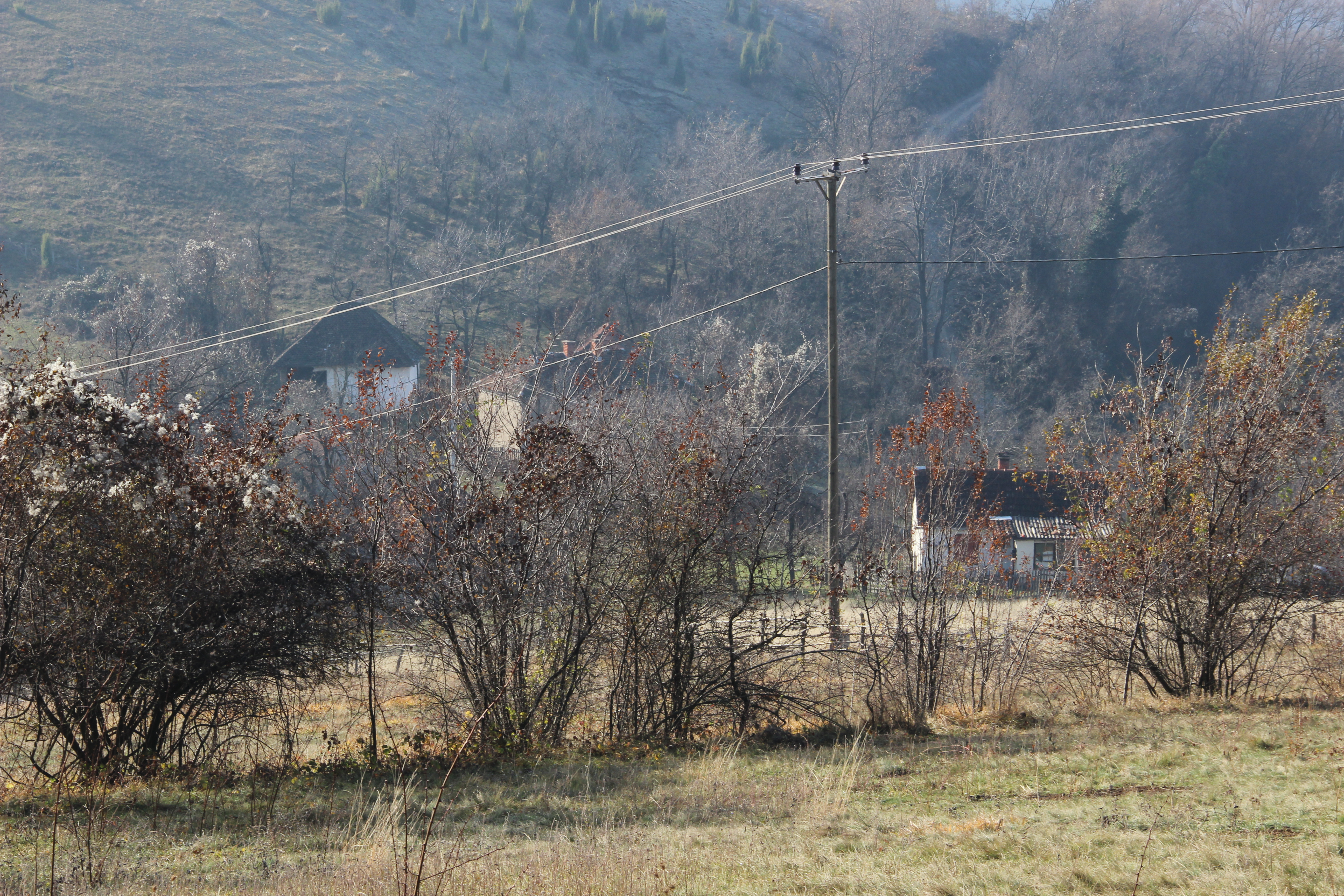
Sandalj - panorama
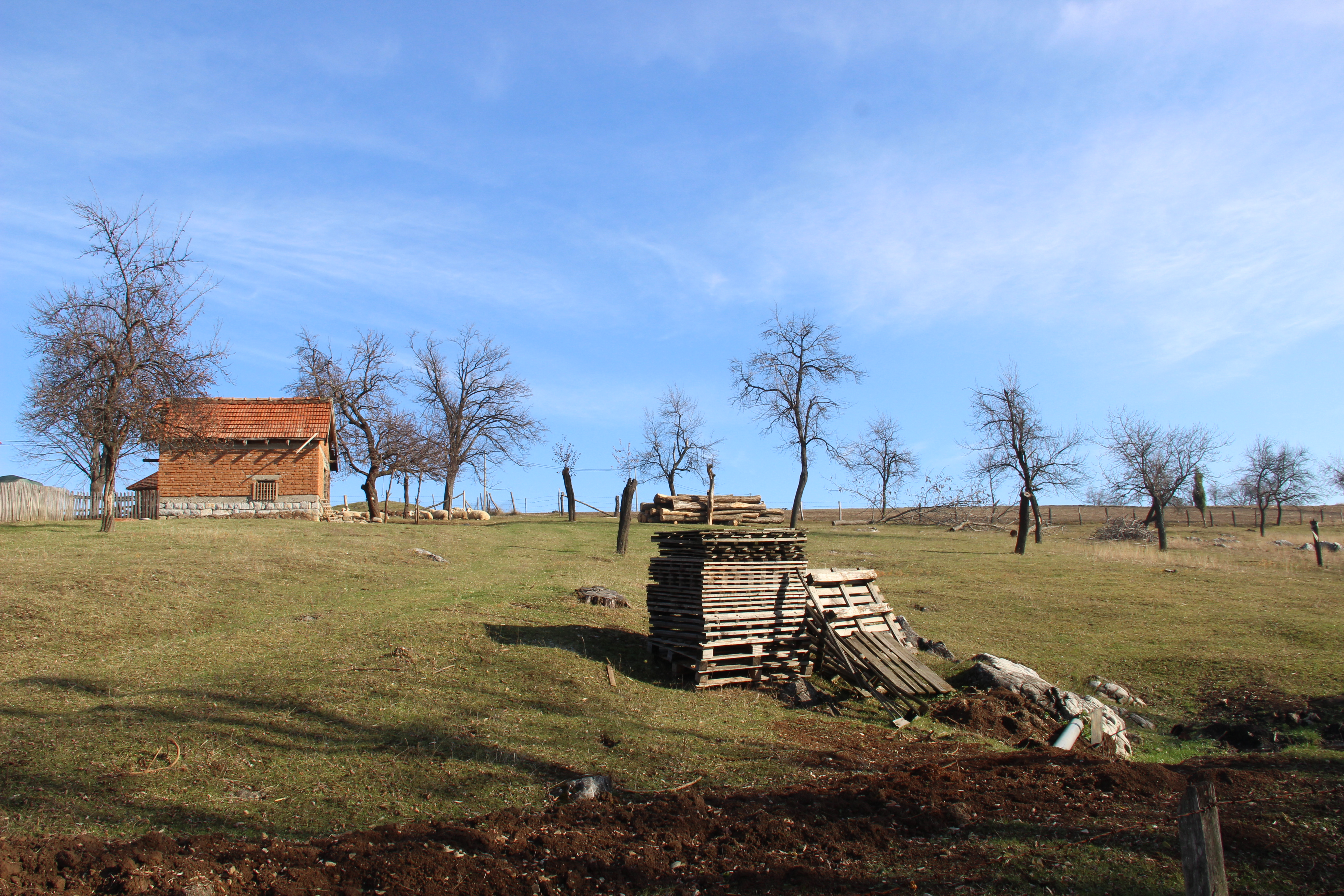
Sandalj - panorama
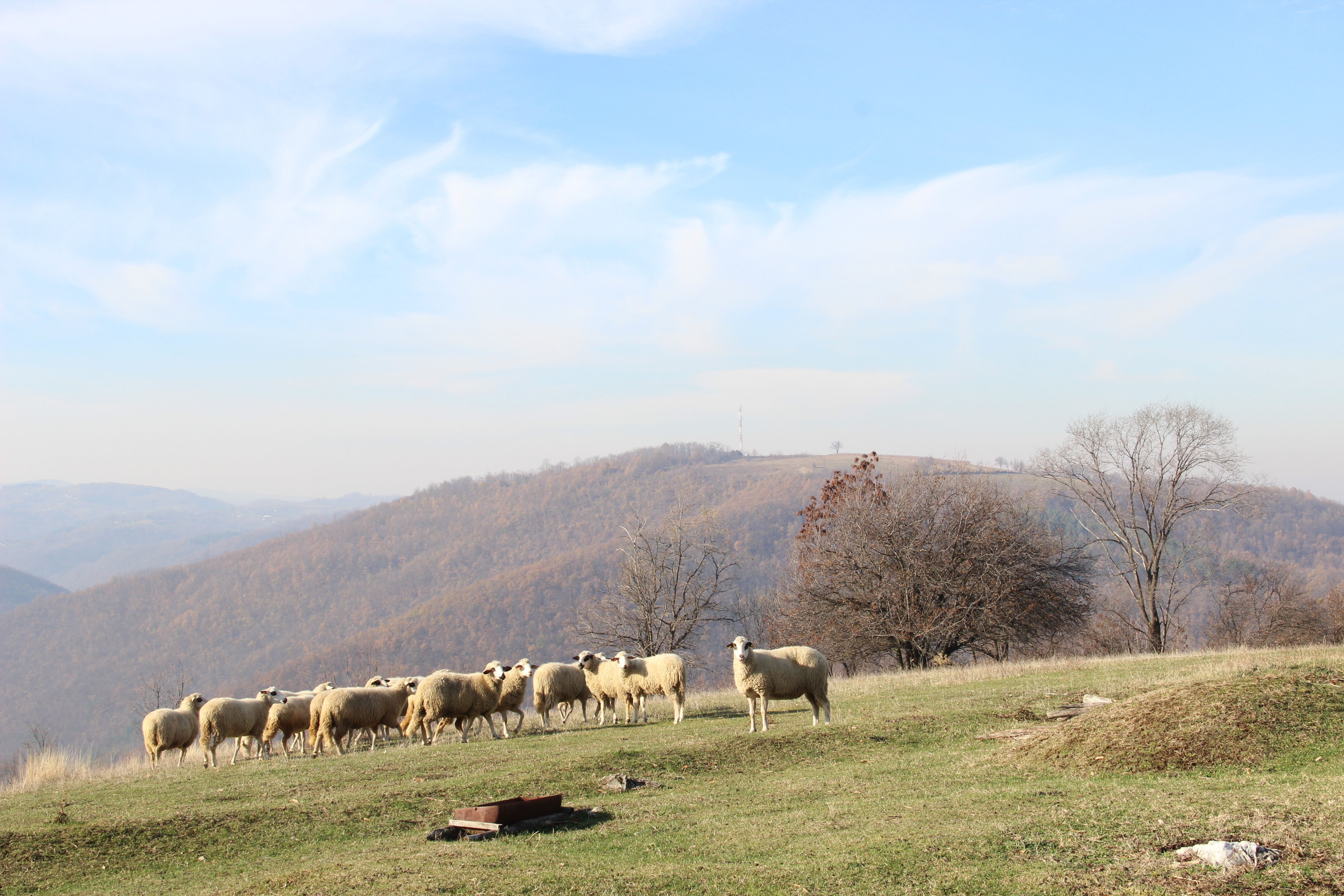
Sandalj - panorama
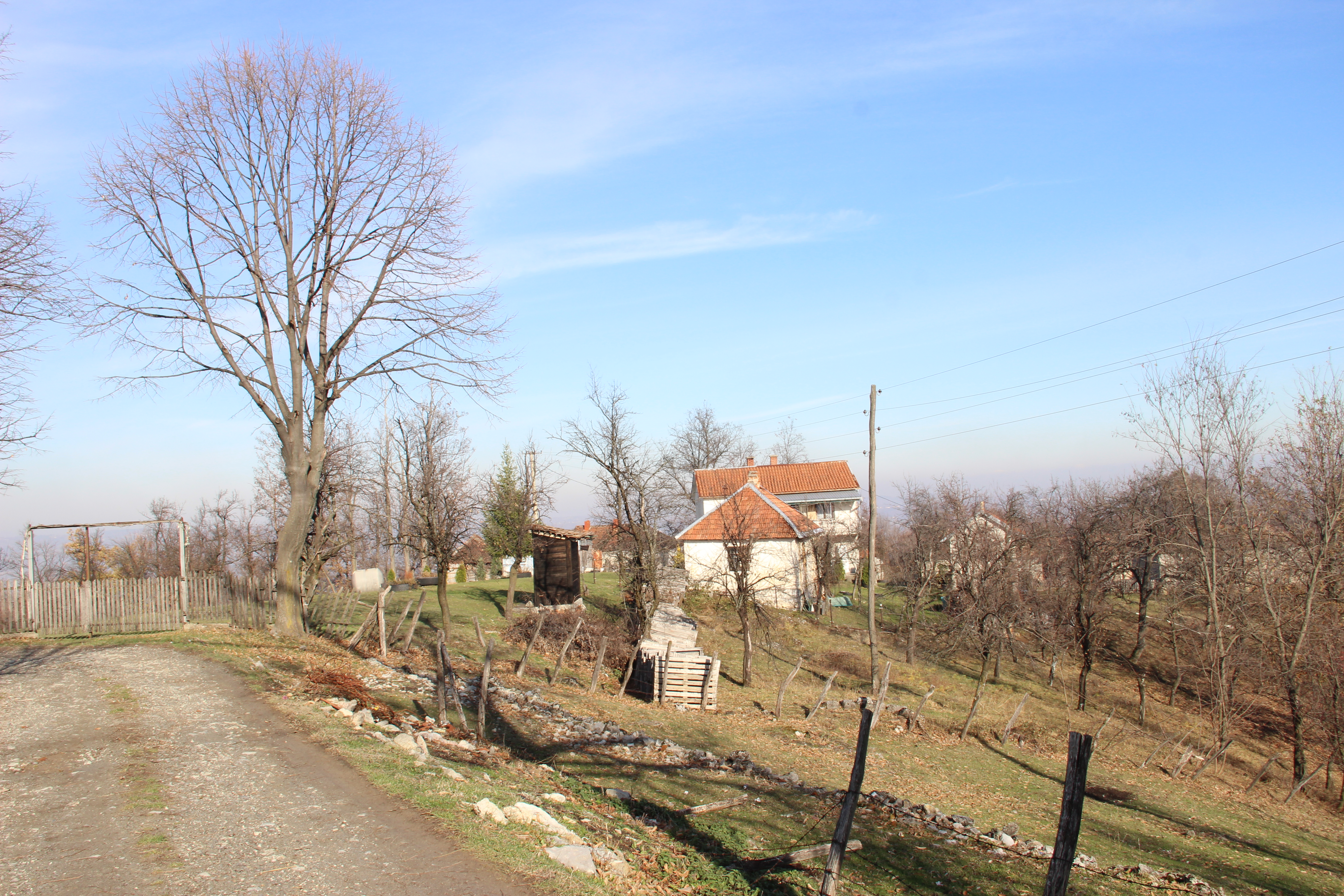
Sandalj - panorama